# CloakCoin
CloakCoin é uma criptomoeda de código aberto criada em 2014 que usa criptografia e um serviço de mixagem na sua blockchain com o ojectivo de oferecer privacidade aos seus usuários. CloakCoin aborda a inadequação do Bitcoin em oferecer um verdadeiro anonimato. O sistema que garante o anonimato das transações é chamado de ENIGMA.

## História
Cloakcoin foi lançado pela primeira vez em junho de 2014. Após o sucesso inicial, o projeto afundou entre os rumores de um esquema de pump & dump e falta de desenvolvimento das funcionalidades prometidas. O projeto acabou sendo abandonado por seus criadores originais.
Em 14 de outubro de 2014, uma nova equipe de desenvolvedores composta por membros da comunidade, e com o C4shm3n como líder, assumiu o projeto e partiu para realizar o que a equipe anterior não conseguiu: uma criptomoeda totalmente anonima e sem a necessidade de confiar em terceiros para fornecer transações seguras e 100% privadas. A partir de 2018 o projeto CloakCoin é gerenciado por Lasvegas83 e o desenvolvimento do código é realizado por dois desenvolvedores: Deepend e Anorak.
Em Janeiro de 2018 a empresa de cyber-segurança Cognosec. realizou uma auditoria de segurança, dessa auditoria resultou uma série de recomendações de segurança que serão integradas na versão 2.2.0 da carteira CloakCoin.

## Detalhes
O Bitcoin é melhor caracterizado como pseudo-anónimo em vez de moeda anónima. Com recursos suficientes, a identidade dos intervenientes em uma transação de bitcoins pode ser desmascarada. Consequentemente, algumas criptomoedas alternativas tentaram melhorar a proteção da privacidade dos usuários e aumentar o anonimato das transações.
As transações na CloakCoin são publicadas em um blockchain público com o argumento de que assim é possível verificar se existe manipulação no fornecimento de moeda, mas os usuários são capazes de usar um recurso opcional de privacidade que consiste em misturar o endereço do remetente e do destinatário bem como os valores da transação com os valores de outras transações geradas por outros usuários da rede denominados de Cloakers.

## Transações Privadas
Ao contrário da Monero que utiliza uma blockchain fechada a blockchain da CloakCoin é pública. Entretanto, os usuários podem escolher transferir moedas de um modo privado usando endereços stealth. sem que um agente externo possa identificar a origem ou destino de um pagamento.
Para ofuscar a origem e destino das transações a CloakCoin usa também uma rede de mixagem off-chain ponto-a-ponto sem masternodes, formatos de blockchain personalizados, bancos de dados externos ou ledgers (sub-blockchains). Cada usuário que se ofereça para o fazer é elegível para ajudar no ofuscamento das transações e assim se torna num nodo de mistura.
As comunicações entre todos os nodos de mixagem são criptografadas usando uma implementação própria do sistema de roteamento de cebola Tor (rede de anonimato), chamado CloakShield. As transações são suportadas pelos usuários da rede Cloakcoin, chamados “Cloakers”. Os cloakers ajudam a ofuscar a ligação entre o remetente e o destinatário de uma transação. Qualquer usuário com um cliente de carteira conectado é elegível para ser um Cloaker, a única condição é ter um saldo positivo na carteira. Nenhum dado é registrado e nenhuma informação permanece que permita ao pesquisador rastrear as transações. O sistema TOR usado no CloakCoin não têm nodos de saída.